# Tatsuji Miyoshi
Tatsuji Miyoshi (三好 達治 Miyoshi Tatsuji?,  Nishi-ku, Osaka, Japón, 23 de agosto de 1900 - Tokio, Japón, 5 de abril de 1964) fue un poeta, crítico literario y editor japonés, activo durante la era Shōwa. Miyoshi es conocido por su poesía de versos libres, que a menudo retratan la soledad y el aislamiento de la vida contemporánea, pero escritos en un estilo complejo y altamente literario que se asemeja a la poesía japonesa clásica.

## Primeros años
Miyoshi nació en Nishi-ku, Osaka. Era el hijo mayor de una extensa pero modesta familia que manejaba un negocio de impresiones. Sufría de mala salud cuando era niño y con frecuencia se ausentaba de la escuela debido a que padecía de crisis nerviosas. Miyoshi se vio obligado a abandonar la secundaria al no poder pagar la matrícula, después de que el negocio familiar se declaró en quiebra y su padre abandonó a su familia para escapar de los acreedores. Solo pudo completar su educación gracias a la caridad de una tía.
De 1915 a 1921, Miyoshi se alistó en el Ejército Imperial Japonés, primero en entrenamiento en la Escuela de Cadetes del Ejército de Osaka, seguido de un período de servicio en Corea. Dejó el ejército en 1921 para matricularse en la Tercera Escuela Superior de Kioto, donde se especializó en literatura. Miyoshi había estado interesado en la literatura aun cuando era un estudiante de secundaria, especialmente en los trabajos de Friedrich Nietzsche e Iván Turguénev. En 1914, comenzó a componer versos de haiku.

## Carrera literaria
En 1925, Miyoshi se trasladó a Tokio para estudiar literatura francesa en la Universidad de Tokio. Mientras estudiaba, realizó una traducción de las obras completas del poeta francés Charles Baudelaire, Le Spleen de Paris, al japonés, así como traducciones de varios escritores de prosa francesa, que se publicaron en 1929. En la universidad, se hizo amigo del escritor de cuentos cortos Motojirō Kajii y Takao Nakatani, con quien publicó en la revista literaria Aozora. Sus poemas fueron bien recibidos por críticos literarios, incluido Sakutarō Hagiwara. En 1928, Miyoshi y Hagiwara fundaron el periódico crítico Shi to Shiron ("Poesía y teoría poética").
En 1930, Miyoshi publicó su primera gran antología de versos libres, Sokuryosen ("Sonar"). Las expresiones que recuerdan a la poesía clásica japonesa combinada con el intelectualismo de su trabajo establecieron su reputación. En 1934, publicó otra antología que fue serializada en la revista literaria Shiki, junto con Tatsuo Hori y Kaoru Maruyama. Miyoshi se convertiría en una figura central del funcionamiento de la revista. Miyoshi se enamoró y cortejó a la hermana de Hagiwara, Ai, pero no pudieron casarse debido a la oposición de sus padres. En 1944, se mudó a la ciudad de Mikuni, Fukui, donde permaneció hasta 1949.
En junio de 1946, publicó en la revista Shinchō la primera parte de un ensayo en el que pedía la abdicación del emperador Hirohito y, en términos muy duros, lo acusaba de ser no solo el "principal responsable de la derrota [en la guerra]" sino también de ser "responsable de sido extremadamente negligente en el desempeño de sus funciones".
La obras de Miyoshi fueron constante y variadas durante el resto de su larga carrera. Además de las antologías de versos libres, como Soryokusen ("Sonar - Editorial Tamago"), Nansoshu ("Desde una ventana del sur") y Rakuda no kobu ni matagatte ("Sobre la joroba de un camello"), que ganó el Premio Literario Yomiuri, también escribió críticas literarias de versos como Fuei junikagetsu y Takujo no Hana ("Flores sobre una mesa"), una colección de ensayos, Yoru tantan, y una importante crítica sobre su compañero poeta, Sakutarō Hagiwara.

## Legado
Miyoshi murió en 1964 después de sufrir un ataque cardíaco. Su tumba se encuentra en el templo de Honcho-ji en Takatsuki, Osaka, donde su sobrino era el sacerdote principal. En 2004, la ciudad de Osaka estableció el Premio Miyoshi Tatsuji, que es otorgado anualmente a la mejor antología de poesía. El dinero del premio se estableció en 1 millón de yenes.